# C. S. Leigh
C. S. Leigh, známý také jako Kristian či Christian Leigh, (1964? – 2016?) byl britsko-americký umělecký kurátor, filmový režisér a módní návrhář. Svou kariéru zahájil v první polovině osmdesátých let jako módní návrhář, jeho šaty údajně nosilo několik známých hereček. Vzhledem k finančním problémům tuto kariéru ukončil a na nějaký čas o něm nebylo slyšet. V roce 1987 se znovu objevil na scéně, tentokrát coby kurátor výstav umění. Po několika menších výstavách zorganizoval v roce 1989 v Salcburku velmi nákladnou přehlídku The Silent Baroque. Následovaly další výstavy, které často bývaly inspirovány filmem. Čtyři z nich dokonce dostaly své názvy podle snímků Alfreda Hitchcocka. Kurátorské činnosti se přestal věnovat po výstavě v Benátkách roku 1993, která za sebou zanechala značné dluhy a na dlouhou dobu se ani zde vystavená díla nevrátila do rukou vlastníků. V tomto období rovněž editoval katalogy svých výstav a přispěl články do několika časopisů o umění.
Od druhé poloviny devadesátých let se Leigh zaměřoval na režii filmů, přičemž většina nebyla nikdy dostupná širší veřejnosti, a to navzdory tomu, že v nich vystupovali známí herci, jako například Béatrice Dalle, Marianne Faithfullová a Thure Lindhardt. Nejdostupnějším z nich je film Process (2004), který byl uveden i na několika velkých filmových festivalech. Mezi jeho další snímky patří See You at Regis Debray (2005), odehrávající se v jediném bytě, ve kterém se ukrývá Andreas Baader, jediná postava filmu. Z jeho dílny pochází také dokumentární film A Quiet American: Ralph Rucci & Paris (2012) pojednávající o módním návrháři Ralphu Ruccim. Hudbu k různým jeho filmům složili John Cale, Rjódži Ikeda a Thurston Moore. Častým spolupracovníkem byl řecký kameraman Giorgos Arvanitis. V letech 2009 a 2010 Leigh vydal dvě čísla vlastního rozsáhlého magazínu Syntax. Ke konci života pracoval na několika dalších filmech a rovněž bylo uspořádáno několik výstav zaměřených na jeho kariéru.

## Život

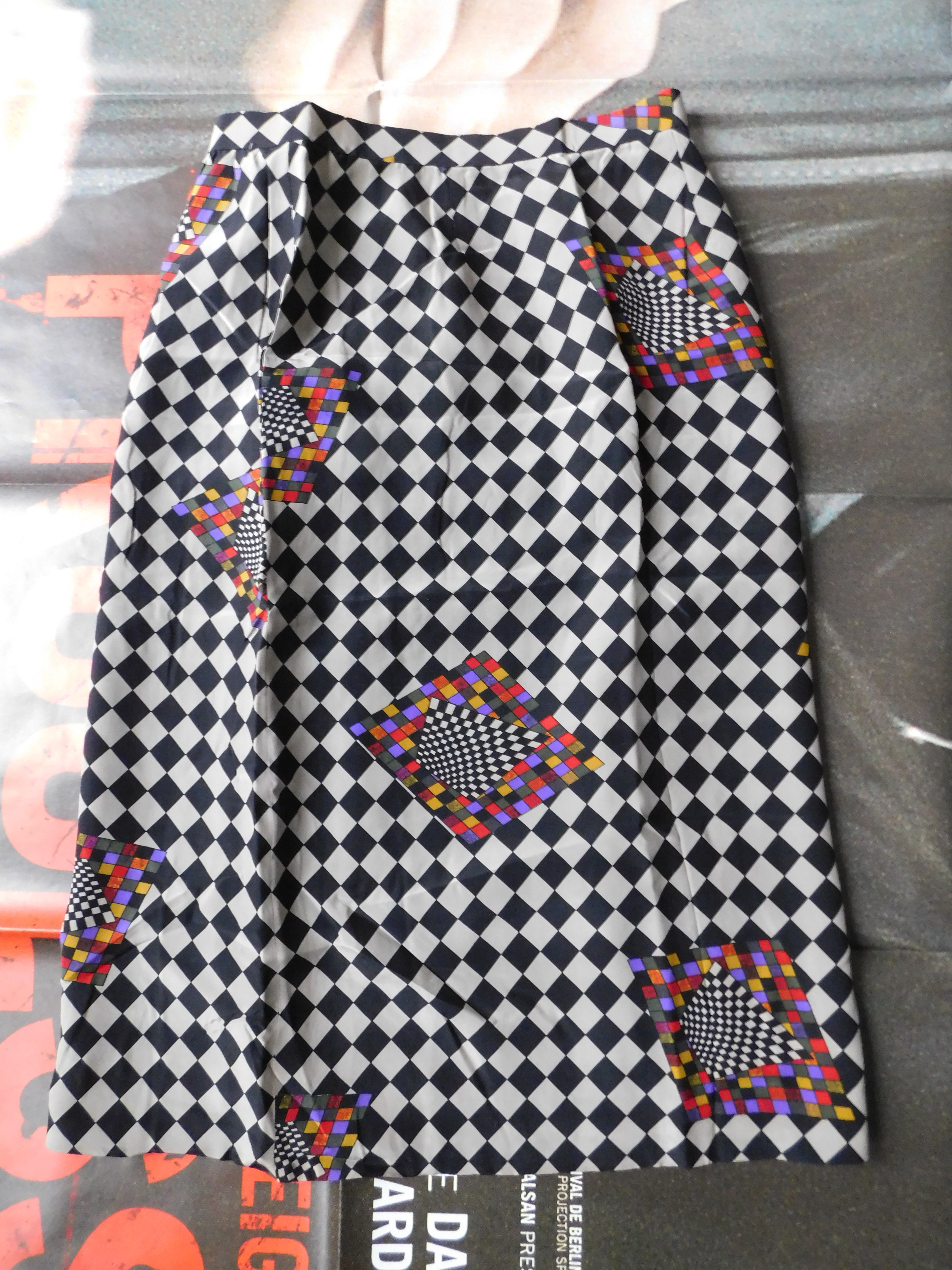
Tužková sukně navržená Kristianem Leighem

Christian Leigh se narodil v roce 1964 britskému otci a americké matce. Místo narození nebývá udáváno, podle článku z dob jeho návrhářské kariéry je Leigh „rodilým Newyorčanem“. Vyrůstal údajně v rhodeislandském Newportu a poté, co v patnácti letech dokončil střední školu, studoval krátce buď na Princetonské univerzitě nebo Parsonsově škole. Ani jedna z těchto škol však o nikom s tímto jménem nemá záznam, a je tedy pravděpodobné, že Christian Leigh nebylo jeho skutečné jméno – tím mohlo být Ezra Saftia, ale jde o nepotvrzenou informaci.

### Návrhář a kurátor
V první polovině osmdesátých let byl módním návrhářem a vystupoval pod jménem Kristian Leigh. Své první šaty Leigh údajně navrhl ve třinácti letech. Zpočátku navrhoval šaty pro zákaznice v obchodě jeho matky. Jeho podzimní kolekce na rok 1982 zahrnovala vedle jiných dlouhé večerní šaty doplněné o sametový top s dlouhými rukávy a vícebarevné šaty s navrstvenými jemnými volány na ramenou. Nejlevnější položkou této kolekce byly šaty za 1200 dolarů. Podle článku v magazínu People jeho oblečení nosily například herečky Jane Fondová, Jessica Langeová a Farrah Fawcettová a Meryl Streepová se měla údajně v jeho šatech zúčastnit udílení Oscarů za rok 1982. Přestože je u jejích fotografií z ceremonie uváděna informace, že na sobě má Leighovy šaty, ona sama o mnoho let později uvedla, že jeho jméno nikdy neslyšela. Leigha měla zastupovat jeho matka Barbara a v jeho salonu mělo pracovat 25 zaměstnanců. Počátkem roku 1984 Leighova firma zkrachovala kvůli nesplaceným dluhům vůči dodavatelům a zatčení Leighovy matky za vypsání falešného šeku.
Poté, co byla zavřena Leighova návrhářská firma, se na několik let stal nezvěstným. V roce 1986 mu bylo nabídnuto kurátování amerického pavilonu na prvním ročníku bienále v ekvádorské Cuence. Na výstavě byla uvedena díla například od Jima Isermanna, Tonyho Tasseta či od dua Komar a Melamid. V té době již veřejně vystupoval jako Christian Leigh. Svou první vlastní výstavu of Ever-Ever Land i speak [sic], která zahrnovala díla vedle jiných od Rosse Blecknera, Annette Lemieuxové či dua McDermott & McGough, uspořádal v září 1987 v newyorské Stuxově Galerii. Další přehlídka následovala v lednu 1988 v Galerii Bess Cutlerové pod názvem Walk Out to Winter a obsahovala díla od Josepha Kosutha, Vikky Alexanderové, Michaela Zwacka a dalších. Poslední z newyorské trilogie, Complexity and Contradiction, proběhla od září do října 1988 v Galerii Scotta Hansona, kde byla vystavena díla například od Günthera Förga, Ange Leccii, Jamese Casebera či Elaine Sturtevantové. Roku 1988 rovněž pořádal výstavu The Inside and The Outside, která proběhla v Galerii Rhony Hoffmanové v Chicagu a zahrnovala například díla Fariby Hajamadiové, Matta Mullicana a Michele Zalopanyové.
V roce 1988 se stal šéfredaktorem sekce kritiků v magazínu Artforum, tuto funkci však záhy opustil. Za své funkční období však přizval například Jacka Bankowského, který se později stal šéfredaktorem. Na přelomu osmdesátých a devadesátých let dále přispěl několika články do časopisů Art+Auction, Artscribe, Atlántica, Contemporanea a Flash Art International. V té době zároveň přispěl eseji do katalogů několika výstav, například Josepha Amara (1987), Elaine Sturtevantové (1987–1989), Rony Pondickové (1991), Nicholase Krushenicka (1992) a Marcella Joriho (1993).
Od konce května do konce srpna 1989 uspořádal v salcburské Galerii Thaddaeus Ropac svou největší výstavu The Silent Baroque, která zahrnovala díla například od Dana Grahama, Matta Mullicana a Jeffa Koonse. Šlo o velmi nákladnou výstavu s extravagantním zahájením, na kterou byla přivezena řada amerických kritiků, kteří byli ubytování v nejdražších hotelech. K výstavě byl vydán rozsáhlý katalog obsahující velké množství ilustrací. Zajímavostí je, že katalog obsahoval také reklamní prvky, které však byly použity v uměleckém kontextu, nešlo tedy o placené reklamy. Původně mělo jít o malou výstavu s několika americkými umělci, ale postupně jejich počet vzrůstal. Kvůli rozsáhlým přípravám jak samotné výstavy, tak i katalogu, byla celá událost přeložena z původně plánovaného roku 1988 na 1989. Následovaly čtyři výstavy s názvy inspirovanými filmy Alfreda Hitchcocka – Spellbound, Rope, Vertigo a Psycho. První z nich, Spellbound, proběhla v losangeleské Galerii Marca Richardse v roce 1990 a zahrnovala díla mimo jiné od Alexise Rockmana, Donalda Baechlera a Matthewa Weinsteina. Přehlídka Rope proběhla v roce 1990 v Galerii Fernanda Alcoley v Barceloně a obsahovala například tvorbu Garyho Stephana a Saint Claira Cemina. Výstava Vertigo proběhla na dvou místech, v salcburské a pařížské Galerii Thaddaeus Ropac od července do srpna 1991, a zahrnovala mimo jiné díla od Petera Halleyho, Claudie Hartové a Marka Tanseyho. Psycho se uskutečnila v newyorské KunstHall od dubna do května 1992 a vystavena při ní byla díla od Johna Chamberlaina, Bruce Naumana, Edwarda Ruschy a dalších.

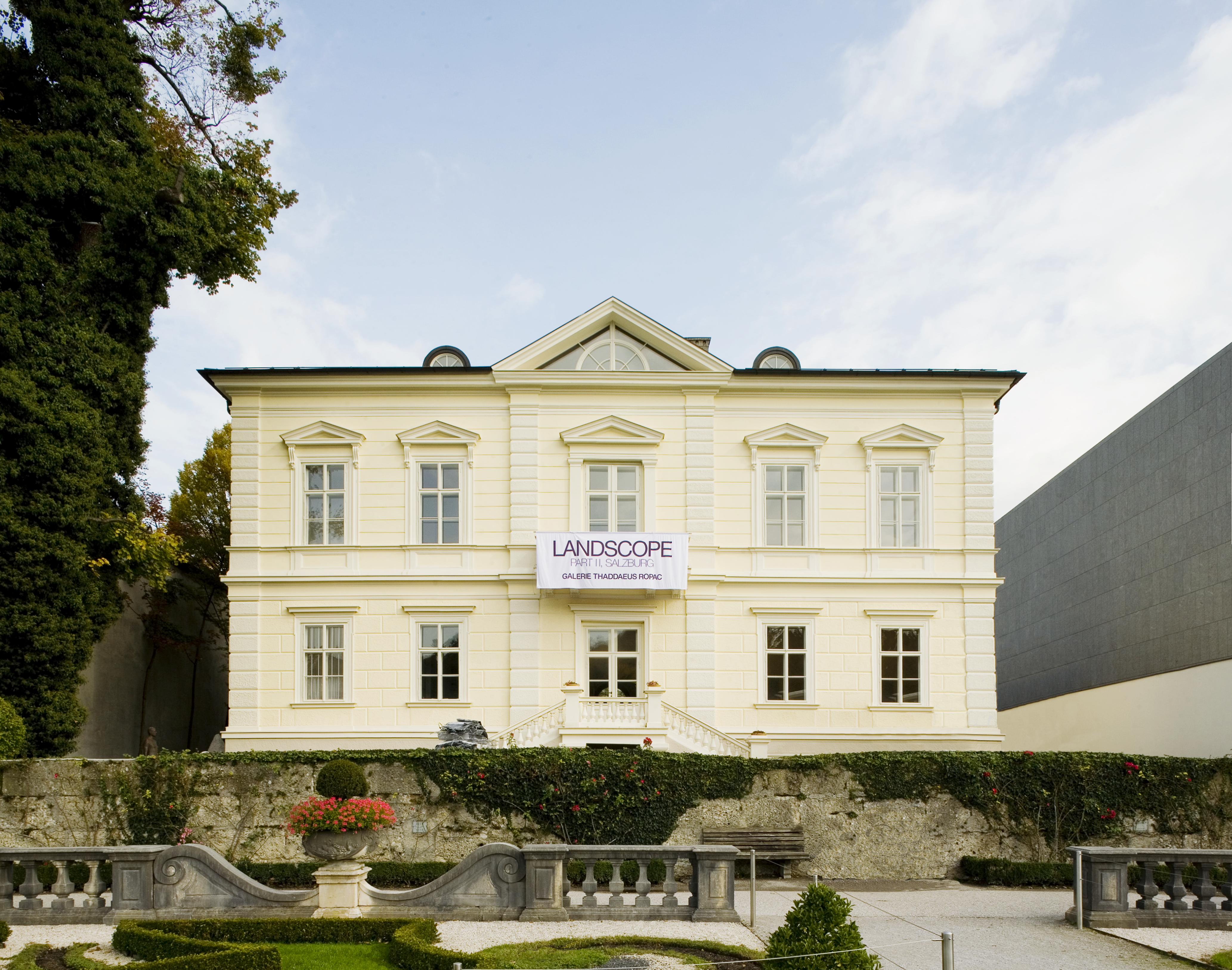
Budova Galerie Thaddaeus Ropac v Salcburku, kde Leigh pořádal několik výstav.

Od 9. ledna do 20. února 1993 probíhala v newyorském Thread Waxing Space výstava I Am the Enunciator, na níž byla uvedena díla například od Louise Bourgeoisové, Naylanda Blakea a Roberta Venturiho. Celkem výstava obsahovala více než sto obrazů, soch, filmů a videí. Leighova poslední výstava I Love You More Than My Own Death (také jako Transactions a Slittamenti/Transactions) proběhla na Benátském bienále na jaře 1993. Leigh ji vytvořil ve spolupráci s režisérem Pedrem Almodóvarem. Již v případě výstavy The Silent Baroque měl Leigh značné problémy s dodržením finančního limitu, který byla galerie ochotna investovat, ale vzhledem k tomu, že právě díky této výstavě se galerie proslavila, Thaddaeus Ropac byl Leighovi vděčný (také i za to, že se díky němu seznámil s mnoha umělci). Podobná situace nastala i v případě I Am the Enunciator, nicméně až z benátské výstavy vzešly výrazné problémy, které začaly u nezaplacení přepravních poplatků. Později se ukázalo, že nedostal zaplaceno vůbec nikdo, od umělců po firmu, která zhotovila katalog výstavy. Když výstava skončila, všechny exponáty byly zabaveny; část z nich se vrátila autorům až v roce 1998. Mezi zabavenými díly, jejichž celková hodnota převyšovala jeden milion dolarů, se nacházely obrazy či sochy od Roye Lichtensteina, Chucka Close či Louise Bourgeoisové. Leigh se následně ztratil, jeho telefon byl odpojen a pošta se vracela odesílatelům.

### Filmař
Ve druhé polovině devadesátých let Leigh, nyní již trvale žijící v Evropě, opět změnil své pole působnosti a stal se filmovým režisérem. Nejprve vytvořil nikdy nezveřejněný krátkometrážní animovaný film s názvem Mr Hurricane Goes to the Guggenheim, ale uvedl, že to nebylo něco, co by chtěl dělat – chtěl tvořit celovečerní hrané filmy. V letech 1997 až 1998 natočil v Amsterdamu a Kodani svůj debutový film s názvem Sentimental Education, inspirovaný stejnojmennou knihou francouzského spisovatele Gustava Flauberta. Děj filmu se odehrával v současném módním světě se zaměřením na modela s krizí víry. Leigh měl nejprve schůzky s francouzskými producenty; po neúspěšném jednání našel dva Nizozemce, kteří byli ochotní film produkovat. Ve snímku hráli například Clément Sibony, Aurélia Thierrée, Guillaume Canet, Isabelle Carré a Sylvie Testudová. Během postprodukce došlo mezi Leighem a producenty k neshodě, přičemž ti se snažili film sestříhat bez Leighovy přítomnosti, což on nebyl ochotný schválit, a film tak nakonec nebyl nikdy veřejně promítán.
Po problémech, které Leigh, nyní vystupující coby C. S. Leigh, zažil se svým prvním snímkem, se pro svůj další projekt rozhodl sehnat silného producenta ochotného tvořit složité filmy. V roce 1998 se na Filmovém festivalu v Cannes setkal s dánským producentem Peterem Aalbækem Jensenem, který mu nabídl, aby svůj druhý snímek natočil pod záštitou jeho produkční společnosti Zentropa. Svůj druhý film, který dostal titul Far from China, začal Leigh natáčet v Dánsku, ale nakonec se rozhodl od Zentropy odejít a dokončit jej v Paříži a Londýně. Ve snímku hráli mimo jiné Lambert Wilson, Thure Lindhardt, Antoine Chappey, Aurélia Thierrée a také zpěvačka Marianne Faithfullová. Originální hudbu k filmu složila a nahrála anglická alternativní rocková skupina Suede. Kromě různých instrumentálních skladeb film obsahuje také novou píseň „Simon“. Premiéra filmu proběhla 18. listopadu 2001 v londýnském Divadle Royal Court. Film představuje smyšlený příběh o tom, jaký život by žila dcera amerického kvakera Normana Morrisona, který se v roce 1965 upálil na protest proti válce ve Vietnamu. Podle některých zdrojů byl film uložen do filmového skladiště pod smyšleným názvem a je tedy značně nepravděpodobné, aby byl nalezen. Podle Leigha důvod, proč film od premiéry nebyl uveden, spočívá v tom, že producenti po prvním uvedení nezkompletovali všechny části.

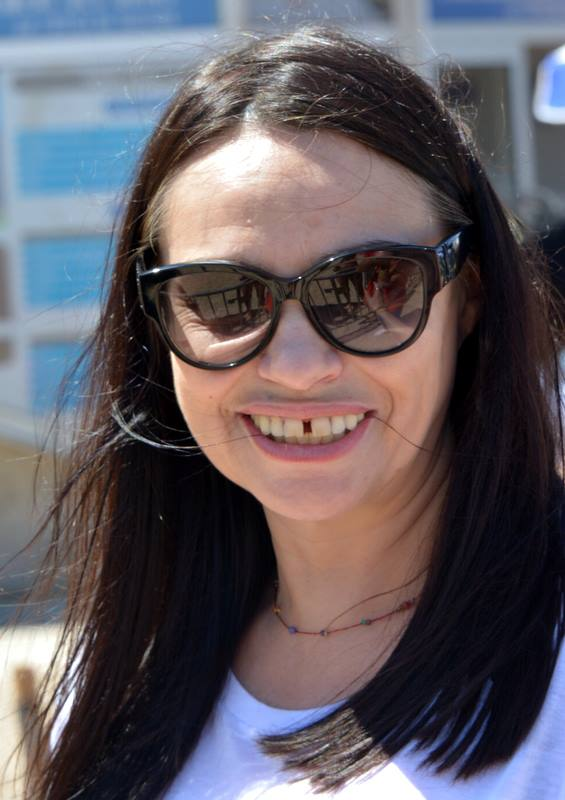
Francouzská herečka Béatrice Dalle, která ztvárnila hlavní roli v Leighově největším filmu Process.

Jeho dalším filmem je Nude, Descending…, v němž hrají mimo jiné Kati Outinenová, Thure Lindhardt a Lou Castel. Snímek pojednává o padělateli umění, který se snaží dokončit svou verzi jednoho Lichtensteinova obrazu, ale stále jej vyrušují různé návštěvy. Leighovým největším filmem je jeho čtvrtý projekt, který dostal název Process. Snímek produkovali Humbert Balsan a Mark Westaway. Hlavní roli v něm ztvárnila Béatrice Dalle, přestože první volbou pro Leigha byla Katrin Cartlidge, která však ještě v době shánění financí pro projekt zemřela. V dalších rolích se představili například Guillaume Depardieu, Julia Faure, Daniel Duval či Leos Carax. Psaní scénáře Leighovi zabralo přibližně jeden rok, až dosáhl 120 stran, přičemž ty nakonec zkrátil a výsledný scénář, s nímž přišel na scénu, měl kolem 21 stran; ve filmu je tedy velmi malé množství dialogů. Hudbu k filmu složil velšský hudebník a hudební skladatel John Cale. Světová premiéra proběhla 8. února 2004 na Berlínském mezinárodním filmovém festivalu, kde jeho promítání doprovodil John Cale živou hudbou. Později byl uveden také na dalších festivalech a jako vůbec první Leighův film se dostal také do francouzských kin.
Po dokončení snímku Process pracoval na projektu Everybody Had a Camera, ke kterému psal scénář John Cale a Leigh jej měl režírovat. Ten měl pojednávat o americkém popartovém umělci Andym Warholovi a jeho ateliéru The Factory a zakončen měl být atentátem, který na něj v červnu 1968 spáchala feministická spisovatelka Valerie Solanasová. Vyprávěn měl být z pohledu mladíka, který neznalý poměrů přijel z Evropy do New Yorku a stal se součástí místní umělecké scény (tedy z pohledu samotného Johna Calea). Podle jiných zdrojů se film měl odehrávat v rozmezí sedmi let, přičemž každý rok by byl vyprávěn z pohledu jiného člena The Factory. Cale chtěl, aby ve filmu hráli velcí hollywoodští herci, jako například Johnny Depp (měl hrát Calea), Uma Thurmanová a Reese Witherspoonová (jako Nico a Edie Sedgwicková). Samotného Warhola, který se ve filmu měl jen mihnout, měla podle jeho představ ztvárnit Meryl Streepová. Podle Leigha měla výraznou roli ve filmu hrát hudba. Projekt nakonec nebyl realizován.
V roce 2005 natočil Leigh film See You at Regis Debray, který se celý odehrává v jednom bytě a v němž vystupuje jediná postava – Andreas Baader, jehož ztvárnil německý herec Lars Eidinger. Ten se ve snímku, jehož děj se odehrává v roce 1969, ukrývá v pařížském bytě filozofa Régise Debraye, který byl v té době uvězněn v Bolívii. Originální hudbu k filmu složil japonský hudebník Rjódži Ikeda. Leigh uvedl, že nápad a titul filmu nosil v hlavě po dobu sedmi let. Jeho dalším filmem byl rozsáhlý projekt American Widow vystavěný na pozadí teroristických útoků, ke kterým došlo v září 2001 v New Yorku. Původní koncept byl takový, že film bude sledovat ženu, která si vymyslela, že její manžel byl při těchto útocích zabit. Později se z filmu stal obraz první dekády nového tisíciletí. Film měl být produkován Leighovou společností a firmou Ognon Films Humberta Balsana. Ve filmu hrály Jekatěrina Golubeva, Cat Power, Anna Levine a další. Snímek byl natáčen v několika různých zemích, přičemž pásky s filmem zůstávaly vždy v zemích, kde byly natočeny. Mnohahodinový film tedy nikdy nebyl na veřejnosti promítán celý, ale vždy byly vybrány a sestříhány různé scény, které byly pro danou příležitost nejvhodnější. Jedna z částí filmu byla bez Leighova svolení vysílána jednou nizozemskou televizí. Leigh později uvedl, že by nikdy nic takového neschválil a chování stanice odsoudil jako „nedostatek respektu k uměleckému procesu.“
Roku 2008 vytvořil dokumentární film Cannes 6808, který připomínal čtyřicáté výročí 21. ročníku Filmového festivalu v Cannes, jenž byl zrušen kvůli květnovým nepokojům. Ve stejném roce také připravil instalaci Exhibits A-K from the Debray Files pro výstavu v americkém Fort Worthu nazvanou Warhol and the Shared Subject, která byla zaměřena primárně na Andyho Warhola s přispěním dalších umělců. Leighova instalace obsahovala předměty z filmu See You at Regis Debray. Krátkometrážní film I Was Jack Goldstein, který vznikl v roce 2009, je poctou Leighovu příteli, kanadskému výtvarníkovi Jacku Goldsteinovi. Film je složen z několika fotografií (tj. neobsahuje pohyblivý obraz) samotného Leigha, který na nich napodobuje Goldsteinovo chování (například stojí velice blízko nástupiště metra, časté jsou blízké pohledy na jeho obličej). Autorem hudby k filmu, kterou tvoří převážně zpětná vazba, je americký kytarista Thurston Moore. Délka filmu dosahuje šestnácti minut, což byla podle Goldsteina nejdelší doba, po jakou mohl čekat na doručení heroinu. Film vzešel z několika performancí, které Leigh vytvořil v Paříži a v Londýně v říjnu a listopadu 2007. Původně chtěl do role Goldsteina obsadit skutečného herce, ale poté, co jej potenciální kandidát zklamal, rozhodl se roli zahrát sám. Roku 2012 převedl performanci I Was Jack Goldstein do divadelní podoby, která byla uvedena v londýnské Bussey Building, přičemž Goldsteina tentokrát hrál Ken Roht. Roku 2011 natočil film Nobody Fucks Nico, ve kterém hrála Joana Preiss zpěvačku Nico. Dále natočil experimentální film A Letter to H věnovaný Humbertu Balsanovi.
Po dobu čtyř let Leigh pracoval na dokumentárním filmu A Quiet American: Ralph Rucci & Paris o americkém módním návrháři Ralphu Ruccim, ke kterému Leigh choval velký obdiv, a jeho vztahu k Paříži. Obsahuje rozhovory například s Lee Radziwillovou, Franciscem Costou, Andrém Leonem Talleym a mnoha dalšími. Rucciho návrhářská společnost do filmu investovala na 400 000 dolarů a byla značně znepokojena jeho pomalým vývojem.

### Poslední léta

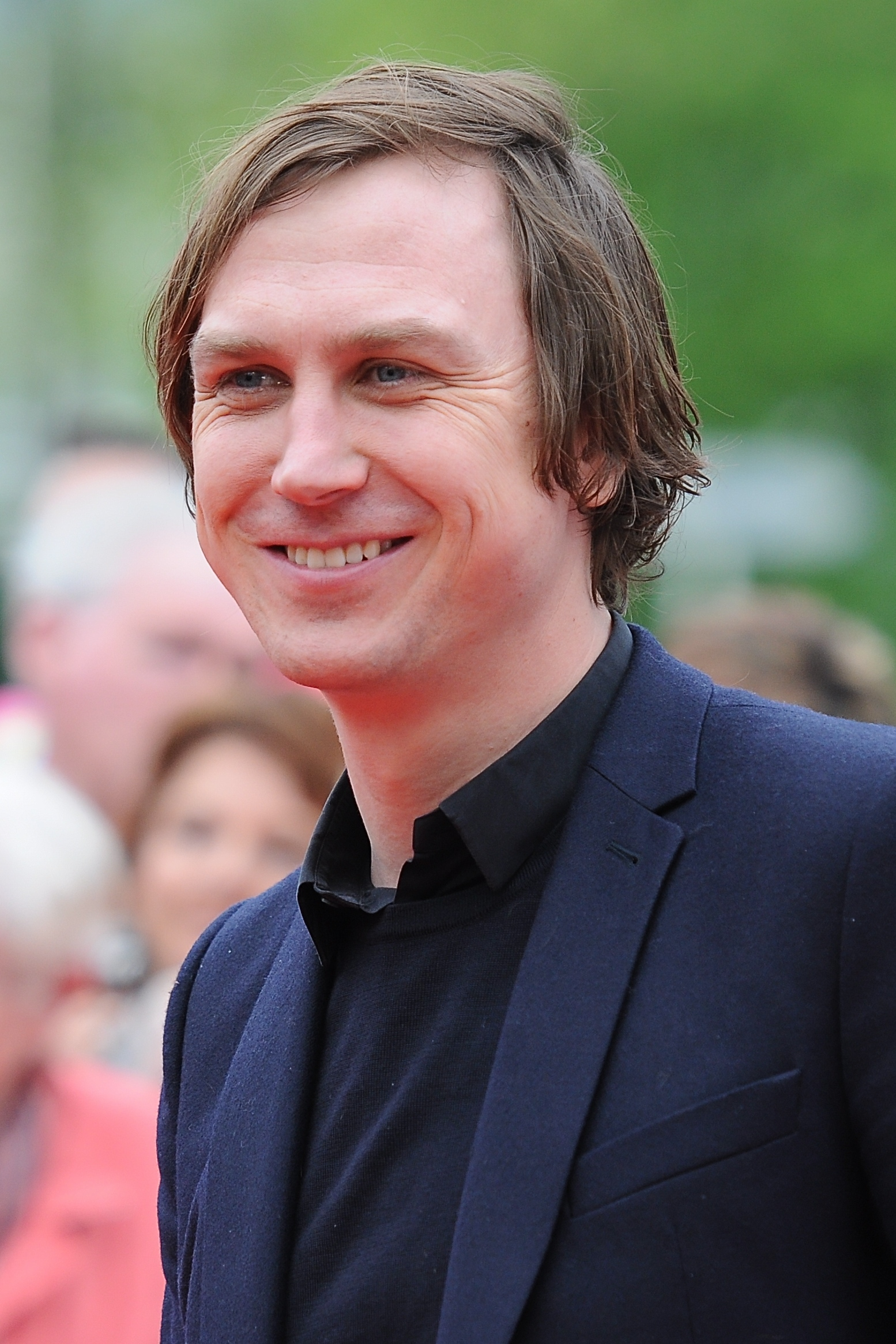
Německý herec Lars Eidinger, který ztvárnil jedinou roli v Leighově filmu See You at Regis Debray a zároveň hrál v nedokončeném snímku Projection.

V roce 2008 začal Leigh pracovat na magazínu Syntax, který měl původně vycházet třikrát ročně. První číslo, které dostalo název The Annotated Spectacle, bylo vydáno v roce 2009 a jsou v něm pokryta módní, hudební i filmová témata. Obsahuje mimo jiné rozhovory se spisovatelkou Heidi Julavits, výtvarníkem Jonathanem Meesem či uměleckou dvojicí Iainem Forsythem a Jane Pollardovou, a také příspěvky například od Ralpha Rucciho a Gasparda Yurkieviche a velké množství fotografií. Druhé číslo magazínu Syntax nazvané Too Much Night vyšlo v březnu 2010 a obsahuje například příspěvky od Haruna Farockiho či Rodneyho Grahama, stejně jako nekrology či články na různá témata. Kniha má téměř 400 stran. Později mělo vyjít další číslo nazvané Cinephobia, které mělo mít filmovou tematiku. Mnoho lidí, kteří se na vzniku magazínu podíleli (fotografové, grafici a další), nedostalo za svou práci zaplaceno; opakovalo se tedy totéž, co v dobách Leighovy kurátorské kariéry. To byl také důvod, proč se třetí číslo Syntaxu nedostalo na trh. V letech 2009 a 2010 rovněž přispěl dvěma eseji do časopisu The Believer, jedním na téma filmu (Contemplating the New Physicality of Cinema; tj. Úvahy o nové fyzičnosti filmu) a druhým, ve kterém připomínal Jacka Goldsteina (The Ghost Who Refused to Die; tj. Duch, který odmítl zemřít). Fotograf Laurence Ellis vydal v roce 2010 fotografickou knihu No Show, v níž dokumentuje vlastní zkušenosti s Leighem.
Od prosince 2011 do ledna 2012 byla v pařížské galerii Castillo/Corrales uspořádána výstava Notorious (Christian Leigh) obsahující různé katalogy, filmy a další díla spojená s Leighovou kariérou. Tato výstava byla později představena také na dalších místech – v Kodani (YEARS, 2014) a Bernu (Kunsthalle, 2017). Roku 2012 se Leigh účastnil Hitchcockovy retrospektivy The Genius of Hitchcock v BFI Southbank, kde diskutoval o svých výstavách inspirovaných tímto režisérem. Od března do května 2013 byla v Exhibition Research Centre na Liverpoolské univerzitě Johna Moorese uspořádána výstava In Camera, která zobrazovala jeho tvorbu od osmdesátých let do současnosti, tedy materiál z jeho výstav až po jeho nové filmy. Součástí výstavy byla performance That First Camera No Longer Exists, inspirovaná dopisem, který napsal režisér Jean-Luc Godard výrobci kamer Jeanu-Pierreovi Beauvialovi. Od prosince 2016 do února 2017 měla ve vídeňské Kunsthalle Wien proběhnout výstava The Camera Never Lies (Even When I Do), jejímž kurátorem měl být Luca Lo Pinto, a která měla zahrnovat různé předměty z Leighova archivu, stejně jako jeho filmy a videa. Výstava nakonec neproběhla, její část měla být vystavena v říjnu 2019 na knižním veletrhu Vienna Art Book Fair, ale ani to se nakonec nestalo.
Dále pracoval na nedokončeném dokumentu The Success Reflex: A Portrait of the Rothschilds, který měl vyprávět dvanáct příběhů o členech rodiny Rothschildových. Dalším z nedokončených filmů byl Motherboard, což měl být „malý klaustrofobický film o žalu a internetu“. Zároveň připravoval vysokorozpočtový film se známými herci, který měl být ještě větší než Process. Dlouhodobě rovněž plánoval natočit celovečerní film o Jacku Goldsteinovi. Jeho dalším projektem byla série Aural Camera, v níž se snažil přetvořit existující zvukovou část starších filmů do vizuální podoby. Takto chtěl realizovat vždy jeden film z dané dekády počínaje šedesátými lety, kdy se narodil. Jako první si vybral Bressonův film A co dále, Baltazare z roku 1966. Další filmy ze série však dokončeny nebyly. Rovněž pracoval na filmu Projection, který měl být sestříhán z několika hodin materiálu, který natočil s Jekatěrinou Golubevou a Larsem Eidingerem původně pro film American Widow. Během postprodukce však Leigh přestal komunikovat s producentem filmu a později bylo zjištěno, že v Londýně zemřel.

## Výstavy

### Pořádané
| Název                                                                                 | Místo konání             | Město            | Země                   | Období                            |
| ------------------------------------------------------------------------------------- | ------------------------ | ---------------- | ---------------------- | --------------------------------- |
| A Different Corner: Definition and Redefiniton, Painting in America                   | Museo de Arte Moderna    | Cuenca           | Ekvádor                | duben – červenec 1987             |
| of Ever-Ever Land i speak [sic]                                                       | Stux Gallery             | New York         | Spojené státy americké | září 1987                         |
| Walk Out to Winter                                                                    | Bess Cutler Gallery      | New York         | Spojené státy americké | leden 1988                        |
| Complexity and Contradiction                                                          | Scott Hanson Gallery     | New York         | Spojené státy americké | září – říjen 1988                 |
| The Inside and The Outside                                                            | Rhona Hoffman Gallery    | Chicago          | Spojené státy americké | 18. listopadu – 24. prosince 1988 |
| The Silent Baroque                                                                    | Galerie Thaddaeus Ropac  | Salcburk         | Rakousko               | 30. května – 31. srpna 1989       |
| Spellbound                                                                            | Marc Richards Gallery    | Los Angeles      | Spojené státy americké | 1990                              |
| Rope                                                                                  | Galeria Fernando Alcolea | Barcelona        | Španělsko              | 1990                              |
| Vertigo                                                                               | Galerie Thaddaeus Ropac  | Salcburk a Paříž | Rakousko a Francie     | červenec – srpen 1991             |
| Psycho                                                                                | KunstHall                | New York         | Spojené státy americké | 2. dubna – 9. května 1992         |
| I Am the Enunciator                                                                   | Thread Waxing Space      | New York         | Spojené státy americké | 9. ledna – 20. února 1993         |
| I Love You More Than My Own Death (také jako Transactions a Slittamenti/Transactions) | Le Zitelle               | Benátky          | Itálie                 | jaro 1993                         |

### Výstavy jeho díla
| Název                                           | Místo konání           | Město     | Země               | Období                    |
| ----------------------------------------------- | ---------------------- | --------- | ------------------ | ------------------------- |
| Notorious (Christian Leigh)                     | Castillo/Corrales      | Paříž     | Francie            | prosinec 2011 – únor 2012 |
| In Camera                                       | Art and Design Academy | Liverpool | Spojené království | březen – květen 2013      |
| L'ombre d'un doute / I tvivlens skygge          | YEARS                  | Kodaň     | Dánsko             | 10. – 31. května 2014     |
| Zrušeno: The Camera Never Lies (Even When I Do) | Kunsthalle Wien        | Vídeň     | Rakousko           | prosinec 2016 – únor 2017 |
| Notorious (Christian Leigh)                     | Kunsthalle Bern        | Bern      | Švýcarsko          | 2017                      |

## Dílo

### Tištěné
Katalogy jeho výstav
- A Different Corner: Definition and Redefiniton, Painting in America (1987)
- of Ever-Ever Land i speak (1987)
- Complexity and Contradiction (1988)
- The Inside and The Outside (1988)
- The Silent Baroque (1989)
- Vertigo (1991)
- Psycho (1992)
- I Am the Enunciator (1993)

Syntax
- The Annotated Spectacle (první číslo; 2009)
- Too Much Night (druhé číslo; 2010)

Ostatní katalogy a knihy
- Joseph Amar (esej Minimal Nefation and Affirmation v katalogu k výstavě v Galerii Bess Cutlerové; 1987)
- Sturtevant: 1987 (esej Painting Is Dangerous v katalogu k výstavě ve Stuxově galerii v New Yorku; 1987)
- Sturtevant Drawings, 1988–1965 (esej I Teach You the Superman v katalogu k výstavě v Galerii Bess Cutlerové v New Yorku; 1988)
- Dorothy (esej v katalogu k výstavě v Centru současného umění v Chicagu; 1988)
- Sturtevant: Werke aus 25 Jahren / Works from 25 Years (esej Die neuen guten alten Zeiten / The New Good Old Days v katalogu k výstavě v Galerii Paula Maenze v Kolíně nad Rýnem; 1989)
- Life-Size: A Sense of the Real in Recent Art (esej The Mechanical Bride Came C.O.D. Andy & Marshall & Robert & Alfred v katalogu k výstavě v Izraelském muzeu v Jeruzalémě; 1990)
- Round Trip (příspěvek do katalogu k výstavě v Galerii Fernanda Alcoley v Barceloně; 1990)
- David Row: Three Shows (esej v katalogu ke třem výstavám v Paříži, New Yorku a Chicagu; 1991)
- Limits of Perception (příspěvek do katalogu k výstavě v Galerii Lina Silversteina v Barceloně; 1991)
- Altrove: Fra immagine e identità, fra identità e tradizione (esej The Sheltering Screen v katalogu k výstavě v Muzeu současného umění v Pratu; 1991)
- Arnulf Rainer: Kreuze und Christus-Übermalungen / Crosses and Overpaintings of Christ-Images (esej Climbing up onto the Cross / Das beschwerliche Erklimmen des Kreuzes v katalogu k výstavě v Galerii Thaddaeus Ropac v Salcburku a Paříži; 1991)
- Nicholas Krushenick: Color and Design Revisited (esej Nicholas Krushenick's Painting v katalogu k výstavě ve Stamfordském muzeu a přírodním centru ve Stamfordu; 1992)
- Gloria Kisch Sculpture (esej Pennies from Heaven and Other Mixed Media Quandaries v katalogu k výstavě v Galerii E. M. Donahue v New Yorku; 1993)
- Jori (esej Express Train to Utopia Leaving at Platforum 5 v katalogu k výstavě v Galerii současného umění v Trentu; 1993)
- Louise Bourgeois: The Locus of Memory, Works 1982–1993 (esej The Earrings of Madame B…: Louise Bourgeois and the Reciprocal Terrain of the Uncanny v katalogu k výstavě v Brooklynském muzeu v New Yorku; 1994)

### Filmografie
- Sentimental Education (1998)
- Far from China (2001)
- Nude, Descending… (2002)
- Process (2004)
- See You at Regis Debray (2005)
- I Was Jack Goldstein (2007)
- Cannes 6808 (2008)
- American Widow (2009)
- Nobody Fucks Nico (2011)
- A Quiet American: Ralph Rucci & Paris (2012)
- A Letter to H (2013)